# Pallacanestro Olimpia Milano 1966-1967
Questa voce raccoglie le informazioni riguardanti la Pallacanestro Olimpia Milano , sponsorizzata Simmenthal nelle competizioni ufficiali della stagione 1966-1967.

## Verdetti stagionali
- Serie A 1966-1967: 1ª classificata su 12 squadre (20 partite vinte su 22)[1] Campione d'Italia (18º titolo)
- Coppa dei Campioni:Finalista

## Stagione

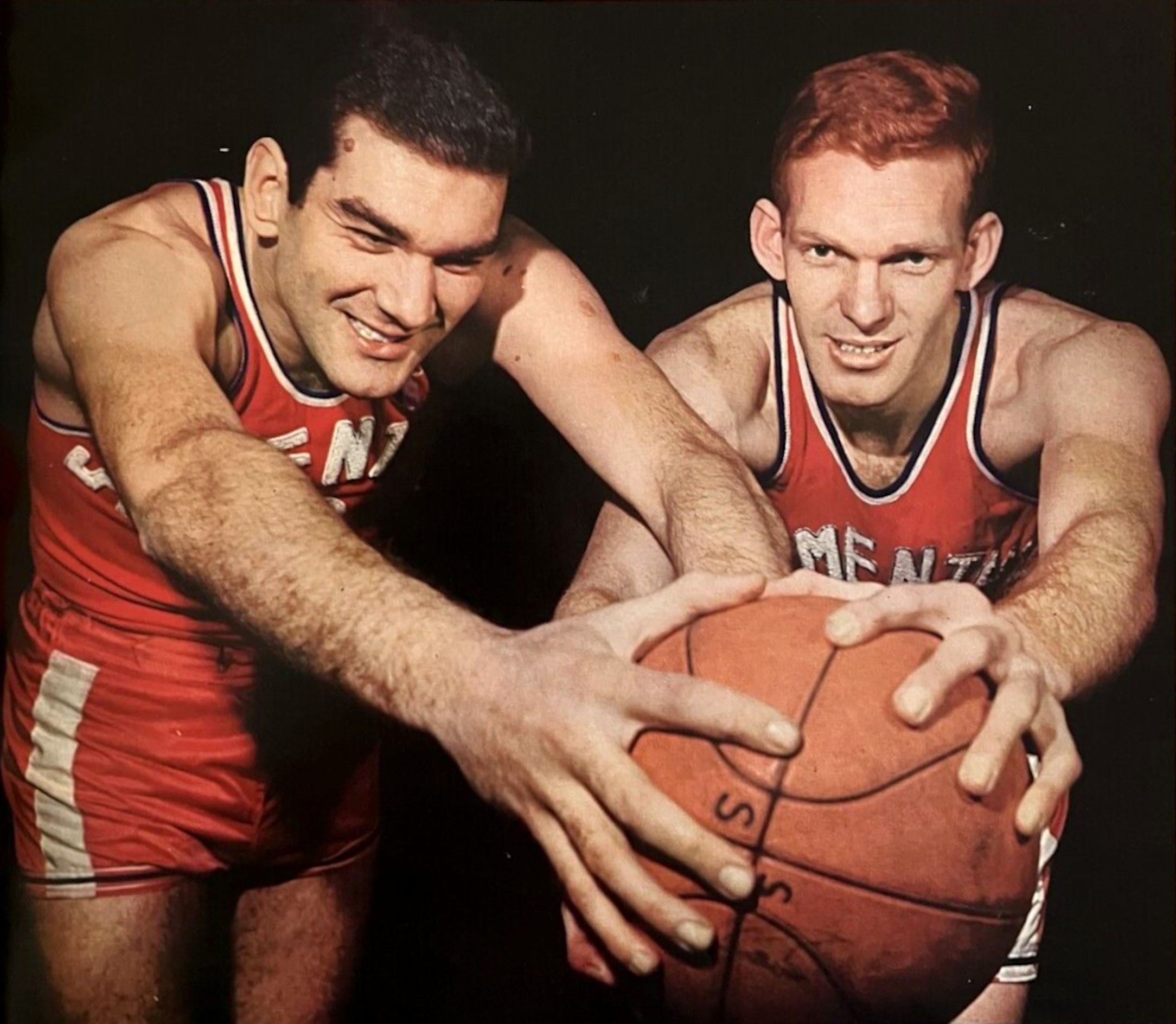
Da sinistra: i due pivot della stagione, il confermato Massimo Masini e il nuovo arrivato Red Robbins.

Nel gennaio 1967 si disputa in Italia la Coppa Intercontinentale; l'Olimpia supera il 4 gennaio 1967 in un turno preliminare a Napoli lo Slavia Praga per 82 a 77; in semifinale affronta a Roma il 6 gennaio l'Ignis Varese venendo superata per 70 a 79. Si deve quindi accontentare della finale per il terzo posto disputata il giorno successivo dove sconfigge 90 a 89 i brasiliani del Corinthians.
L'Olimpia deve difendere il titolo di Campione d'Europa e lo fa qualificandosi per le final four che si tengono a Madrid. Qui in semifinale supera i cecoslovacchi dello Slavia Praga 103 a 97
  ma in finale il 1 aprile soccombe ai padroni di casa del Real per 83 a 91.
Domenica 9 aprile 1967 al termine del Campionato 1966-1967 l'Olimpia diventa Campione d'Italia per la 18ª volta superando di 6 punti l'Ignis Varese, seconda.

## Roster
- Giulio Iellini
- Steve Chubin
- Sandro Riminucci
- Gabriele Vianello
- Massimo Masini
- Gianfranco Pieri [7]
- Giandomenico Ongaro
- Franco Longhi
- Marco Binda
- Gnocchi

## Staff Tecnico
- Allenatore:  Cesare Rubini[1]